# Zápas na Letních olympijských hrách 1976 – muži, řecko-římský nad 100 kg
Zápas řecko-římský ve váhové kategorii do 100 kg probíhal na Letních olympijských hrách 1976 v Montrealu, v multifunkční hale Maurice Richard Arena. O medaile se utkalo celkem 12 zápasníků.

## Turnajové výsledky
Za prohru zápasníci získávají záporné body. 6 bodů vyřazuje zápasníka z dalších bojů. Poté, co zbývají poslední tři borci, utkají se tito ve finálovém kole o medaile.
Legenda
- TF — Lopatkové vítězství
- IN — Vítězství pro soupeřovo zranění
- DQ — Vítězství pro soupeřovu pasivitu
- D1 — Vítězství pro soupeřovu pasivitu, vítěz taktéž napomínán
- D2 — Oba zápasníci diskvalifikováni pro pasivitu
- FF — Kontumační vítězství
- DNA — Soupeř nenastoupil
- TPP — Trestné body celkem
- MPP — Trestné body za zápas

Sankce
- 0 - Lopatkové vítězství, technická převaha, pro pasivitu, zranění soupeře, nenastoupení
- 0,5 - Výhra na body, 8-11 bodů rozdíl
- 1 - Výhra na body, 1-7 bodů rozdíl
- 2 - Výhra pro pasivitu, vítěz taktéž napomínán
- 3 - Prohra na body, 1-7 body rozdíl
- 3,5 - Prohra na body, 8-11 bodů rozdílu
- 4 - Prohra lopatková, technickou převahu, pro pasivitu, zranění, nenastoupení

### Kolo 1
| TPP | MPP |                        | Skóre     |                            | MPP | TPP |
| --- | --- | ---------------------- | --------- | -------------------------- | --- | --- |
| 4   | 4   | János Rovnyai (HUN)    | DQ / 7:22 | Roman Codreanu (ROU)       | 0   | 0   |
| 0   | 0   | Richard Wolff (FRG)    | DQ / 5:00 | Arne Robertsson (SWE)      | 4   | 4   |
| 4   | 4   | Mamadou Sakho (SEN)    | DQ / 3:20 | Seiji Matsunaga (JPN)      | 0   | 0   |
| 4   | 4   | Aleksandar Tomov (BUL) | TF / 1:14 | William Lee (USA)          | 0   | 0   |
| 4   | 4   | Henryk Tomanek (POL)   | TF / 2:40 | Oleksandr Kolčynskyj (URS) | 0   | 0   |
| 0   | 0   | Einar Gundersen (NOR)  | DQ / 4:57 | Carlos Braconi (ARG)       | 4   | 4   |

### Kolo 2
| TPP | MPP |                            | Skóre     |                        | MPP | TPP |
| --- | --- | -------------------------- | --------- | ---------------------- | --- | --- |
| 4   | 0   | János Rovnyai (HUN)        | TF / 1:34 | Richard Wolff (FRG)    | 4   | 4   |
| 0   | 0   | Roman Codreanu (ROU)       | TF / 3:59 | Arne Robertsson (SWE)  | 4   | 8   |
| 8   | 4   | Mamadou Sakho (SEN)        | TF / 1:03 | Aleksandar Tomov (BUL) | 0   | 4   |
| 4   | 4   | Seiji Matsunaga (JPN)      | DQ / 7:14 | William Lee (USA)      | 0   | 0   |
| 4   | 0   | Henryk Tomanek (POL)       | DQ / 6:54 | Einar Gundersen (NOR)  | 4   | 4   |
| 0   | 0   | Oleksandr Kolčynskyj (URS) | TF / 0:48 | Carlos Braconi (ARG)   | 4   | 8   |

### Kolo 3
| TPP | MPP |                            | Skóre     |                        | MPP | TPP |
| --- | --- | -------------------------- | --------- | ---------------------- | --- | --- |
| 8   | 4   | János Rovnyai (HUN)        | DQ / 6:51 | Aleksandar Tomov (BUL) | 0   | 4   |
| 0   | 0   | Roman Codreanu (ROU)       | DQ / 5:15 | Richard Wolff (FRG)    | 4   | 8   |
| 4   | 4   | William Lee (USA)          | DQ / 8:35 | Henryk Tomanek (POL)   | 0   | 4   |
| 0   | 0   | Oleksandr Kolčynskyj (URS) | TF / 2:33 | Einar Gundersen (NOR)  | 4   | 8   |

### Kolo 4
| TPP | MPP |                            | Skóre     |                      | MPP | TPP |
| --- | --- | -------------------------- | --------- | -------------------- | --- | --- |
| 2   | 2   | Roman Codreanu (ROU)       | D1 / 7:30 | William Lee (USA)    | 4   | 8   |
| 4   | 0   | Aleksandar Tomov (BUL)     | TF / 0:23 | Henryk Tomanek (POL) | 4   | 8   |
| 0   |     | Oleksandr Kolčynskyj (URS) |           | Bye                  |     |     |

### Finále
Výsledky z předchozích kol se započítávají do finále (žlutě zvýrazněno)
| TPP | MPP |                            | Skóre     |                        | MPP | TPP |
| --- | --- | -------------------------- | --------- | ---------------------- | --- | --- |
|     | 0   | Oleksandr Kolčynskyj (URS) | TF / 0:37 | Roman Codreanu (ROU)   | 4   |     |
| 1   | 1   | Oleksandr Kolčynskyj (URS) | 12 - 6    | Aleksandar Tomov (BUL) | 3   |     |
| 8   | 4   | Roman Codreanu (ROU)       | IN / 0:32 | Aleksandar Tomov (BUL) | 0   | 3   |

## Finálové pořadí
1. Oleksandr Kolčynskyj (URS)
2. Aleksandar Tomov (BUL)
3. Roman Codreanu (ROU)
4. Henryk Tomanek (POL)
5. William Lee (USA)
6. János Rovnyai (HUN)
7. Richard Wolff (FRG) and  Einar Gundersen (NOR)